# SSF Delphin Wuppertal
SSF Delphin Wuppertal war ein Schwimmsportverein aus Wuppertal, der aus dem SSF Barmen hervorging. Die erste Wasserballmannschaft der Herren spielte nach fünf Aufstiegen in Folge ab 1992 eineinhalb Spielzeiten in der Wasserball-Bundesliga.
1992 wurde die Damen-Wasserballmannschaft Deutscher Meister.
1993 wurde der SSF Delphin Wuppertal Deutscher Wasserball-Pokalsieger und Deutscher Wasserball-Vizemeister mit Spielern wie zum Beispiel Alexander Tchigir im Tor, Pjotr Bukowski, René Reimann, Armando Fernández, Raul de la Peña, Rainer Hoppe, Uwe Sterzik, Roman Bačík oder Michael Nett. Als Trainer wirkten damals Thilo Khil zusammen mit Armando Fernandez.
Nach Wegbruch von Sponsoren sowie Schließungen von Bädern in Wuppertal verließen alle Spieler der ersten Mannschaft den Verein. Zu diesem Zeitpunkt war die Mannschaft jedoch schon für die Saison 1993/94 gemeldet, sodass die Spieler der zweiten Mannschaft aus der Kreisklasse einspringen mussten. Diese bestritten in stark reduzierter Zahl sogar das Europapokalturnier in der Schwimmoper (Wuppertal) gegen Mannschaften aus Belgien, Italien und Tschechien. In ihrem ersten Spiel verloren sie gegen den Bundesliga-Verein SC Rote Erde Hamm mit 5:15. In der laufenden Saison brach der finanzielle Rückhalt komplett weg, die Mannschaft konnte die Saison nicht beenden.
Der Verein war danach noch einige Jahre in der Wasserball-Kreisklasse aktiv, bevor er sich auflöste.